# Erksdorf
Erksdorf ist ein Stadtteil von Stadtallendorf im mittelhessischen Landkreis Marburg-Biedenkopf.

## Geographie
Der Ort liegt nördlich vom Hauptort in der westhessischen Senkenzone. Durch den Ort verläuft in Nord-Süd-Richtung die Landesstraße 3290 und in Ost-West-Richtung die Kreisstraße 15 von Kirchhain nach Momberg.

## Geschichte

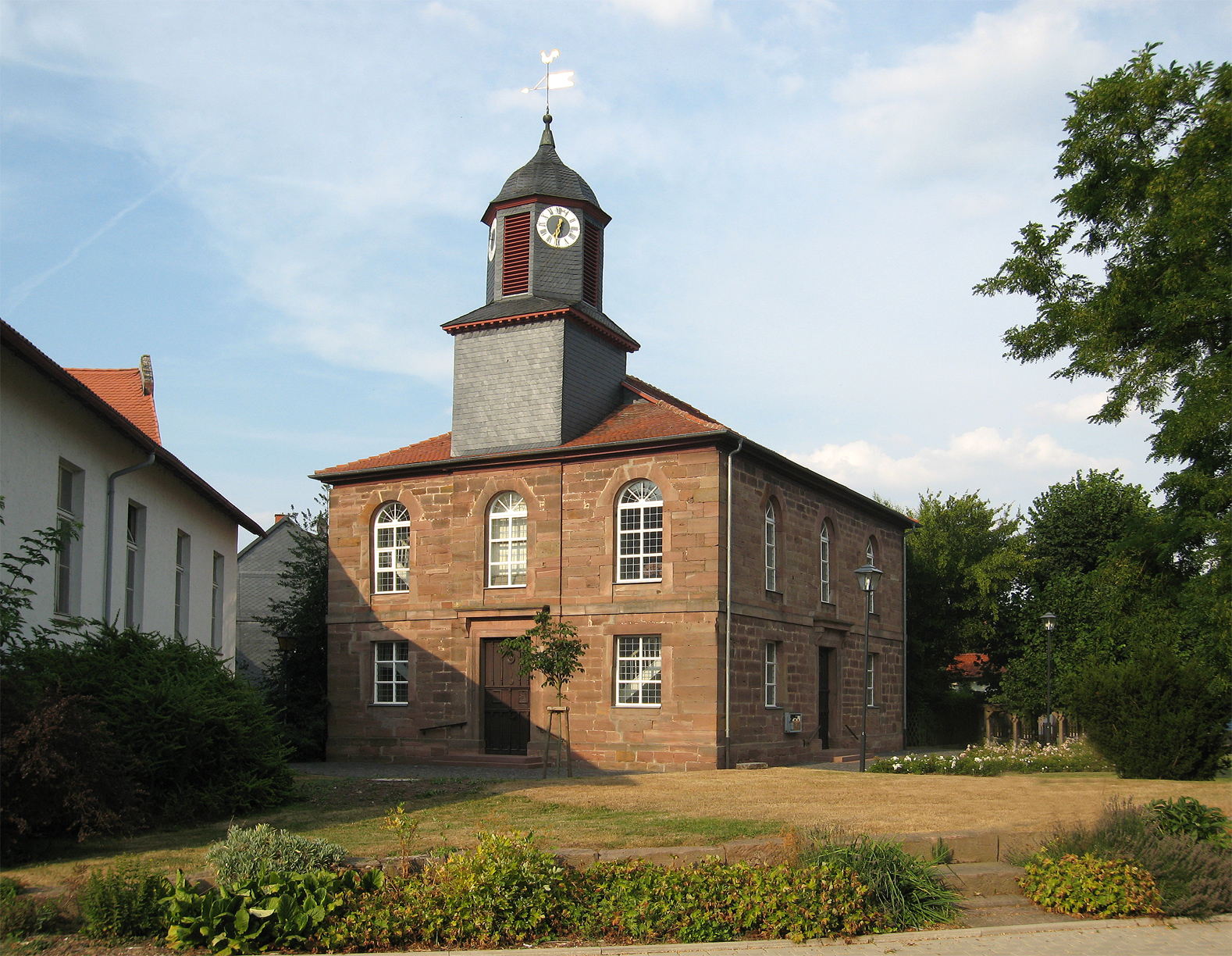
Erksdorfer Kirche

### Ortsgeschichte
Erksdorf ist altes Siedlungsgebiet. Man vermutet eine erste Besiedlung zwischen dem 4. und 8. Jahrhundert n. Chr.
Die älteste bekannte schriftliche Erwähnung von Erksdorf erfolgte unter dem Namen Erksdorf in einer Urkunde des Klosters Haina wird in die Zeit 1205–1216 datiert. Der Ortsname wird von dem ersten Siedler namens Ercanger abgeleitet. Der Name wandelte sich von Ereksdorf über Erkerßdorff zum heutigen Erksdorf. Die in der Dorfmitte stehende evangelische Kirche wurde 1831 erbaut.
Zum 31. Dezember 1971 wurde die bis dahin selbständige Gemeinde Erksdorf auf freiwilliger Basis in die Stadt Allendorf (heute Stadt Stadtallendorf), Landkreis Marburg (heute Landkreis Marburg-Biedenkopf) (damalige amtliche Bezeichnung der Stadt) eingegliedert. Für Erksdorf wurde ein Ortsbezirk eingerichtet.

### Verwaltungsgeschichte im Überblick
Die folgende Liste zeigt die Staaten und Verwaltungseinheiten, denen Erksdorf angehört(e):
- vor 1567: Heiliges Römisches Reich, Landgrafschaft Hessen, Amt Rauschenberg[7]
- ab 1567: Heiliges Römisches Reich, Landgrafschaft Hessen-Marburg, Amt Rauschenberg[8]
- 1604–1648: Heiliges Römisches Reich, strittig zwischen Landgrafschaft Hessen-Darmstadt und Landgrafschaft Hessen-Kassel (Hessenkrieg)
- ab 1648: Heiliges Römisches Reich, Landgrafschaft Hessen-Kassel, Amt Rauschenberg
- ab 1806: Landgrafschaft Hessen-Kassel, Amt Rauschenberg[9]
- 1807–1813: Königreich Westphalen, Departement der Werra, Distrikt Marburg, Kanton Neustadt
- ab 1815: Kurfürstentum Hessen, Amt Rauschenberg
- ab 1821: Kurfürstentum Hessen, Provinz Oberhessen, Kreis Kirchhain[10][Anm. 2]
- ab 1848: Kurfürstentum Hessen, Bezirk Marburg
- ab 1851: Kurfürstentum Hessen, Provinz Oberhessen, Kreis Kirchhain
- ab 1866: Königreich Preußen, Provinz Hessen-Nassau, Regierungsbezirk Kassel, Kreis Kirchhain
- ab 1871: Deutsches Reich, Königreich Preußen, Provinz Hessen-Nassau, Regierungsbezirk Kassel, Kreis Kirchhain
- ab 1918: Deutsches Reich, Freistaat Preußen, Provinz Hessen-Nassau, Regierungsbezirk Kassel, Kreis Kirchhain
- ab 1932: Deutsches Reich, Freistaat Preußen, Provinz Hessen-Nassau, Regierungsbezirk Kassel, Kreis Marburg
- ab 1944: Deutsches Reich, Freistaat Preußen, Provinz Kurhessen, Landkreis Marburg
- ab 1945: Deutsches Reich, Amerikanische Besatzungszone, Groß-Hessen, Regierungsbezirk Kassel, Landkreis Marburg
- ab 1946: Deutsches Reich, Amerikanische Besatzungszone, Hessen, Regierungsbezirk Kassel, Landkreis Marburg
- ab 1949: Bundesrepublik Deutschland, Hessen, Regierungsbezirk Kassel, Landkreis Marburg
- ab 1972: Bundesrepublik Deutschland, Hessen, Regierungsbezirk Kassel, Landkreis Marburg,  Stadt Allendorf
- ab 1974: Bundesrepublik Deutschland, Hessen, Regierungsbezirk Kassel, Landkreis Marburg-Biedenkopf, Stadt Allendorf
- ab 1977: Bundesrepublik Deutschland, Hessen, Regierungsbezirk Kassel, Landkreis Marburg-Biedenkopf, Stadt Stadtallendorf
- ab 1981: Bundesrepublik Deutschland, Land Hessen, Regierungsbezirk Gießen, Landkreis Marburg-Biedenkopf, Stadt Stadtallendorf

## Bevölkerung

### Einwohnerstruktur 2011
Nach den Erhebungen des Zensus 2011 lebten am Stichtag dem 9. Mai 2011 in Erksdorf 906 Einwohner. Darunter waren 27 (3,0 %) Ausländer. Nach dem Lebensalter waren 159 Einwohner unter 18 Jahren, 393 zwischen 18 und 49, 201 zwischen 50 und 64 und 153 Einwohner waren älter. Die Einwohner lebten in 375 Haushalten. Davon waren 93 Singlehaushalte, 111 Paare ohne Kinder und 120 Paare mit Kindern, sowie 39 Alleinerziehende und 12 Wohngemeinschaften. In 54 Haushalten lebten ausschließlich Senioren und in 264 Haushaltungen lebten keine Senioren.

### Einwohnerentwicklung
Quelle: Historisches Ortslexikon
- 1502: 39 Hausgesesse
- 1577: 62 Hausgesesse
- 1629: 12 Dienste, 21 Einläuftige
- 1681: 50 hausgesessene Mannschaften
- 1744: 88 Haushalte
- 1838: Familien: 76 nutzungsberechtigte, 16 nicht nutzungsberechtigte Ortsbürger, 16 Beisassen

| Erksdorf: Einwohnerzahlen von 1781 bis 2011 | Erksdorf: Einwohnerzahlen von 1781 bis 2011 | Erksdorf: Einwohnerzahlen von 1781 bis 2011 | Erksdorf: Einwohnerzahlen von 1781 bis 2011 | Erksdorf: Einwohnerzahlen von 1781 bis 2011 |
| --- | ------------------------------------------- | ------------------------------------------- | ------------------------------------------- | ------------------------------------------- |
| Jahr |                                             |                                             |                                             | Einwohner                                   |
| 1781 | 1781                                        |                                             | 518                                         | 518                                         |
| 1800 | 1800                                        |                                             | ?                                           | ?                                           |
| 1834 | 1834                                        |                                             | 666                                         | 666                                         |
| 1840 | 1840                                        |                                             | 646                                         | 646                                         |
| 1846 | 1846                                        |                                             | 628                                         | 628                                         |
| 1852 | 1852                                        |                                             | 641                                         | 641                                         |
| 1858 | 1858                                        |                                             | 628                                         | 628                                         |
| 1864 | 1864                                        |                                             | 632                                         | 632                                         |
| 1871 | 1871                                        |                                             | 619                                         | 619                                         |
| 1875 | 1875                                        |                                             | 604                                         | 604                                         |
| 1885 | 1885                                        |                                             | 653                                         | 653                                         |
| 1895 | 1895                                        |                                             | 619                                         | 619                                         |
| 1905 | 1905                                        |                                             | 637                                         | 637                                         |
| 1910 | 1910                                        |                                             | 667                                         | 667                                         |
| 1925 | 1925                                        |                                             | 642                                         | 642                                         |
| 1939 | 1939                                        |                                             | 667                                         | 667                                         |
| 1946 | 1946                                        |                                             | 935                                         | 935                                         |
| 1950 | 1950                                        |                                             | 933                                         | 933                                         |
| 1956 | 1956                                        |                                             | 755                                         | 755                                         |
| 1961 | 1961                                        |                                             | 722                                         | 722                                         |
| 1967 | 1967                                        |                                             | 711                                         | 711                                         |
| 1980 | 1980                                        |                                             | ?                                           | ?                                           |
| 1990 | 1990                                        |                                             | ?                                           | ?                                           |
| 2000 | 2000                                        |                                             | ?                                           | ?                                           |
| 2011 | 2011                                        |                                             | 906                                         | 906                                         |
| Datenquelle: Historisches Gemeindeverzeichnis für Hessen: Die Bevölkerung der Gemeinden 1834 bis 1967. Wiesbaden: Hessisches Statistisches Landesamt, 1968. Weitere Quellen: LAGIS; Zensus 2011 |                                             |                                             |                                             |                                             |

### Historische Religionszugehörigkeit
Quelle: Historisches Ortslexikon
- 1861: 586 evangelisch-lutherische,  40 jüdische Einwohner
- 1885: 636 evangelische (= 97,40 %), ein katholischer (= 0,15 %) und 16 jüdische (= 2,45 %) Einwohner
- 1961: 686 evangelische (= 95,01 %), 29 römisch-katholische (= 4,02 %) Einwohner

### Historische Erwerbstätigkeit
Quelle: Historisches Ortslexikon
- 1788: 4 Schmiede, 1 Zimmermann, 11 Leineweber, 3 Bender, 5 Schneider, 5 Lohnschäfer, 3 Wagner, 2 Maurer, 1 Mahlmüller, 1 Schlagmüller, 3 Wirte und Branntweinbrenner, 2 Handelsjuden
- 1838: Familien: 71 Ackerbau, 11 Gewerbe, 5 Tagelöhner
- 1961: Erwerbspersonen: 317 Land- und Forstwirtschaft, 111 Produzierendes Gewerbe, 19 Handel und Verkehr, 11 Dienstleistungen und Sonstiges.

## Politik
Für Erksdorf besteht ein Ortsbezirk mit Ortsbeirat und Ortsvorsteher nach der Hessischen Gemeindeordnung. Er umfasst das Gebiet der ehemaligen Gemeinde Erksdorf.
Der Ortsbeirat besteht aus sieben Mitgliedern. Bei den Kommunalwahlen in Hessen 2021 betrug die Wahlbeteiligung zum Ortsbeirat 51,25 %. Alle Kandidaten gehörten der  „Bürgerliste Erksdorf“ an. Der Ortsbeirat wählte Udo Krebs zum Ortsvorsteher.

## Infrastruktur
In Erksdorf gibt es:
- eine Grundschule
- mehrere Kinderspielplätze
- eine Grillhütte
- einen Sportplatz
- ein Bürgerhaus

Der öffentliche Personennahverkehr wird durch eine Stadtbusverbindung nach Stadtallendorf sichergestellt.

## Persönlichkeiten
- Heinrich Hohl (1900–1968), Landwirt, Bundestagsabgeordneter, Politiker (CNBL, später CDU) und Bürgermeister der ehemals eigenständigen Gemeinde Erksdorf, geboren in Erksdorf
- Eike Immel (* 1960), ehemaliger Fußballnationaltorhüter